# جون مكجايفر
جون مكجايفر (بالإنجليزية: John McGiver) هو ممثل أمريكي، ولد في 5 نوفمبر 1913 بنيويورك في الولايات المتحدة، وتوفي بنفس المكان في 9 سبتمبر 1975 بسبب نوبة قلبية.

## أعمال

### أفلام
- (1961) الإفطار عند تيفاني[6]
- (1969) راعي البقر منتصف الليل[7]

## وصلات خارجية
- جون مكجايفر على موقع IMDb (الإنجليزية)
- جون مكجايفر على موقع ميتاكريتيك (الإنجليزية)
- جون مكجايفر على موقع روتن توميتوز (الإنجليزية)
- جون مكجايفر على موقع ألو سيني (الفرنسية)
- جون مكجايفر على موقع أول موفي (الإنجليزية)
- جون مكجايفر على موقع قاعدة بيانات برودواي على الإنترنت (الإنجليزية)
- جون مكجايفر على موقع قاعدة بيانات الأفلام السويدية (السويدية)
- جون مكجايفر على موقع إن إن دي بي (الإنجليزية)
- جون مكجايفر على موقع أول ميوزيك (الإنجليزية)
- جون مكجايفر على موقع ديسكوغز (الإنجليزية)